# Polioptila albiloris
Lo zanzariere guancebianche (Polioptila albiloris P.L.Sclater & Salvin, 1860) è un uccello passeriforme della famiglia Polioptilidae.

## Distribuzione e habitat
Si trova in Costa Rica, El Salvador, Guatemala, Honduras, Messico e Nicaragua.
I suoi habitat naturali, tutti nelle fasce climatiche subtropicali e tropicali, sono le foreste (asciutte e dei bassipiani umidi) e le lande, anche ad elevate altitudini.